# Thomas Müller (Fußballspieler, 1966)
Thomas Müller (* 13. Dezember 1966) ist ein ehemaliger deutscher Fußballspieler. In der höchsten Spielklasse des DDR-Fußballs, der Oberliga, spielte er für den FC Vorwärts Frankfurt/Oder.

## Sportliche Laufbahn

### Gemeinschafts- und Clubstationen
In der Premierensaison der wieder eingeführten Juniorenoberliga holte der Stürmer mit dem FC Vorwärts Frankfurt/Oder, dem er seit 1981 angehörte, den DDR-Meistertitel und sicherte sich mit 18 Treffern den 1. Platz in der Torjägerliste.
Bereits im Spieljahr 1984/85 konnte er, damals noch als Schüler im Aufgebot der 1. Mannschaft des Fußballclubs der Armeesportvereinigung Vorwärts geführt und noch für den U-18-Bereich spielberechtigt, in der Männeroberliga in 16 Punktspielen, in denen ihm ein Treffer gelang, reüssieren. Sein Debüt im ostdeutschen Oberhaus gab er am 2. September 1984. Beim torlosen Heimremis gegen den FC Carl Zeiss Jena am 3. Spieltag wurde das 17-jährige Talent nach 73 Minuten für Lutz Hendel eingewechselt. In der Folgesaison erzielte der 1,78 Meter große Juniorenauswahlspieler drei Treffer in acht Oberligaeinsätzen, die aber bereits seine letzten Partien in der höchsten Spielklasse des DDR-Fußballs darstellten.
Zunächst verlor sich die Spur des talentierten Angreifers in den Aufstellungen in Oberliga- und Reserveteam des Armeeclubs, bevor er 1987/88 in der zweitklassigen Liga auftauchte. In der Vorrunde dieses Spieljahres schoss er in fünf Partien für die BSG Motor Babelsberg einen Treffer, in der Rückrunde erzielte er vier Tore in sechs Einsätzen für die Reserveelf des FC Vorwärts, zu dem er nach Frankfurt/Oder zurückgekehrt war. In der Wendesaison der Liga sind für den früheren Erstligaspieler noch einmal zwei Tore in 13 Punktspielen für die BSG Chemie Velten in den Statistiken des Ostfußballs notiert.
Nach der Zusammenführung von ost- und westdeutschem Fußball im Zuge der Wiedervereinigung sind für Müller auch Spiele in der damals viertklassigen Oberliga Nordost ausgewiesen. Im Spieljahr 1994/95 gelang ihm in vier Spielen ein Treffer für den SV Motor Eberswalde.

### Auswahleinsätze
Mit der DDR-Juniorennationalelf nahm er im Spätsommer 1984 an den Jugendwettkämpfen der Freundschaft in Ungarn teil. Dort belegte die ostdeutsche Auswahl, für die das FCV-Talent drei Treffer in insgesamt 14 Länderspielen schoss, den 7. Platz. Bei der Junioren-EM 1986, die über zwei Jahre ausgetragen wurde, konnte der Jahrgang 1966, zu dem Thomas Müller zählte, in der Saison 1984/85 noch die ersten Spiele in der Qualifikation bestreiten, bevor die Kicker der Jahrgänge 1967 und 1968 übernahmen und im Herbst 1986, dann bereits als U-19, in Jugoslawien den kontinentalen Titel für den DFV gewannen.